# Камуи Кобаяши
Камуи Кобаяши (на японски: 小林 可夢偉; на английски: Kamui Kobayashi), роден на 13 септември 1986 в Амагазаки, Хього, Япония) е японски автомобилен състезател, състезаващ се в GP2 сериите и във Формула 1 за отбора на Заубер.

## Кариера

### Формула 1
През сезони 2008 и 2009 г. Кобаяши е тестов и резервен пилот на Тойота. След като Тимо Глок претърпява тежка катастрофа в квалификациите на пистата Судзука, е заместен от Кобаяши, който дебютира като част от отбора на БМВ във Формула 1 в състезанието за Голямата награда на Бразилия през 2009 г. Агресивният му стил на каране веднага прави впечатление. Кобаяши финишира десети, но се класира на девето място заради наказанието, което получава Хейки Ковалайнен. След две седмици, едва във второто си състезание Камуи финишира шести и печели първите си 3 точки, като изпреварва още в началото на състезанието Кими Райконен и завършва пред много по-опитния си съотборник Ярно Трули.
След края на 2009 г. БМВ и Тойота напускат Формула 1 поради финансови проблеми. На 17 декември 2009 Кобаяши подписва договор със Заубер, за които се състезава през сезони 2010, 2011 и 2012. Най-добрият му резултат е трето място в Голямата награда на Япония през 2012 г.
През ноември 2012 г. Заубер съобщава, че се разделя с Кобаяши, като през сезон 2013 г. техни състезатели ще са Нико Хюлкенберг и Естебан Гутиерес.
Кобаяши не се състезава в сезон 2013 г. на Формула 1, като организира кампания за дарения, с която да финансира участието си през следващия сезон. Събира половин милион паунда от дарения на почитатели. През януари 2014 г. е обявено, че ще се върне за сезон 2014 с отбора на Катерам.

### След Формула 1
В края на 2014 г. Кобаяши напуска Формула 1 и се фокусира върху състезания за издръжливост и Супер Формула. През 2023 г. Кобаяши участва в НАСКАР с автомобил Тойота Камри, подготвен от отбора на 23XI Racing.

## Статистика

### Резултати във Формула 1
| Година | Екип                     | Автомобил    | Двигател                    | 1         | 2       | 3       | 4       | 5       | 6       | 7       | 8       | 9       | 10     | 11      | 12     | 13      | 14      | 15      | 16      | 17      | 18     | 19      | 20    | Място | Точки |
| ------ | ------------------------ | ------------ | --------------------------- | --------- | ------- | ------- | ------- | ------- | ------- | ------- | ------- | ------- | ------ | ------- | ------ | ------- | ------- | ------- | ------- | ------- | ------ | ------- | ----- | ----- | ----- |
| 2009   | Панасоник Тойота Рейсинг | Тойота TF109 | Тойота RVX-09 2.4 V8        | AUS       | MAL     | CHN     | BHR     | ESP     | MON     | TUR     | GBR     | GER     | HUN    | EUR     | BEL    | ITA     | SIN     | JPN PO  | BRA 9   | ABU 6   |        |         |       | 18    | 3     |
| 2010   | БМВ Заубер Ф1            | Заубер C29   | Ферари 056 2.4 V8           | BHR Отп   | AUS Отп | MAL Отп | CHN Отп | ESP 12  | MON Отп | TUR 10  | CAN Отп | EUR 7   | GBR 6  | GER 11  | HUN 9  | BEL 8   | ITA Отп | SIN Отп | JPN 7   | KOR 8   | BRA 10 | ABU 14  |       | 12    | 32    |
| 2011   | Заубер Ф1                | Заубер C30   | Ферари 056 2.4 V8           | AUS Дискв | MAL 7   | CHN 10  | TUR 10  | ESP 10  | MON 5   | CAN 7   | EUR 16  | GBR Отп | GER 9  | HUN 11  | BEL 12 | ITA Отп | SIN 14  | JPN 13  | KOR 15  | IND Отп | ABU 10 | BRA 9   |       | 12    | 30    |
| 2012   | Заубер Ф1                | Заубер C31   | Ферари 056 2.4 V8           | AUS 6     | MAL Отп | CHN 10  | BHR 13  | ESP 5   | MON Отп | CAN 9   | EUR Отп | GBR 11  | GER 4  | HUN 18† | BEL 13 | ITA 9   | SIN 13  | JPN 3   | KOR Отп | IND 14  | ABU 6  | USA 14  | BRA 9 | 12    | 60    |
| 2014   | Катерам Ф1               | Катерам CT05 | Рено Energy F12014 1.6 V6 t | AUS Отп   | MAL 13  | BHR 15  | CHN 18  | ESP Отп | MON 13  | CAN Отп | AUT 16  | GBR 15  | GER 16 | HUN Отп | BEL    | ITA 17  | SIN DNS | JPN 19  | RUS Отп | USA     | BRA    | ABU Отп |       | 22    | 0     |

† Не завършва състезанието, но е класиран, тъй като завършва над 90 % от трасето.